# آن کانوی
آنه کانوی (به انگلیسی: Anne Conway)، همچنین ویکنتس کانوی (با نام خانوادگی فینچ) (۱۴ دسامبر ۱۶۳۱ – ۲۳ فوریه ۱۶۷۹) شناخته می‌شود، فیلسوف انگلیسی بود که آثارش، در سنت افلاطونیان کمبریج، تأثیری زیادی بر گوتفرید لایبنیتس داشت. اندیشه کانوی شکلی عمیقاً بدیع از فلسفه عقل‌گرایانه است، با نشانه‌هایی از دغدغه‌ها و الگوهای زن‌مرکز، که باعث می‌شود برخی او را در میان نظام‌های قرن هفدهمی منحصربه‌فرد بدانند. هیو ترور روپر (مورخ انگلیسی) او را «بزرگترین فیلسوف زن انگلیس» نامید.

## زندگی‌نامه
آن فینچ از سِر هنیج فینچ (که در زمان چارلز اول وکیل، سیاست‌مدار، نماینده پارلمان و ریاست مجلس عوام را بر عهده داشت) و همسر دومش، الیزابت (دختر ویلیام کرادوک از استافوردشایر) به دنیا آمد. پدرش یک هفته قبل از تولدش فوت کرد. او کوچک‌ترین فرزند خانواده بود. تحصیلات اولیه او توسط معلمان خصوصی و شامل آموختن زبان لاتین بود، که بعداً یونانی و عبری نیز به آن اضافه شد. برادر ناتنی او، جان فینچ، که علاقه او را به فلسفه و الهیات برانگیخت، آن را به هنری مور افلاطون‌شناس کمبریج، که یکی از معلمان جان در کالج مسیح دانشگاه کمبریج بود، معرفی کرد. این آشنایی منجر به مکاتبات مادام‌العمر و دوستی نزدیک بین آن‌ها در موضوع فلسفه رنه دکارت شد، که در طی آن، آن فینچ از شاگرد غیررسمی هنری مور به همتای فکری او تبدیل شد. مور در مورد او گفته‌است «تا به حال با هیچ فرد، مرد یا زنی، بهتر از لیدی کانوی ملاقات نکرده‌است» (به نقل از ریچارد وارد در «زندگی هنری مور» (۱۷۱۰، ص. ۱۹۳). و همچنین مور گفته‌است «در علم به چیزهای طبیعی و الهی، نه تنها از تمام جنسیت خود، بلکه حتی از آن خود نیز خارج شده‌اید.» کانوی در خانه‌ای بزرگ شد که اکنون به نام کاخ کنزینگتون شناخته می‌شود و خانواده‌اش در آن زمان مالک آن بودند.
در سال ۱۶۵۱، او با ادوارد کانوی، که بعدتر ارل اول کانوی شد، ازدواج کرد و در سال بعد، مور کتاب «پادزهر علیه الحاد» را به او تقدیم کرد. در سال ۱۶۵۸، آن فینچ تنها فرزند خود، هنیج ادوارد کانوی را به دنیا آورد، که دو سال بعد بر اثر آبله درگذشت. شوهرش نیز به فلسفه علاقه‌مند بود و توسط مور آموزش دیده بود، اما او هم از نظر عمق فکر و هم از نظر تنوع علایقش بسیار فراتر از او رفت. او به اسحاق لوریا و سپس به کوئیکرها علاقه‌مند شد، و در سال ۱۶۷۷ به آن گروید. در آن زمان در انگلستان، کوئیکرها عموماً مورد بی‌مهری بودند و از آزار و اذیت و حتی زندان رنج می‌بردند؛ بنابراین تصمیم کانوی برای تغییر مذهب، تبدیل خانه‌اش به مرکزی برای فعالیت‌های کوئیکرها و تبلیغ فعالانه، بسیار جسورانه و شجاعانه بود.
زندگی او از دوازده سالگی با عود میگرن شدید شروع شد. این بدان معنی بود که او اغلب از درد ناتوان شده و زمان زیادی را تحت نظارت پزشکی و جستجو برای درمان سپری می‌شد. او توصیه‌های پزشکی خود را از دکتر توماس ویلیس دریافت می‌کرد. کانوی توسط بسیاری از پزشکان بزرگ زمان خود تحت درمان قرار گرفت، اما هیچ‌یک از درمان‌ها تأثیری نداشت. او در سال ۱۶۷۹ در سن چهل و هفت سالگی درگذشت.

## کتاب «اصول کهن‌ترین و مدرن‌ترین فلسفه»
متن کتاب احتمالاً در سال ۱۶۷۷ نوشته شده‌است و تأثیر فرانسیسکو مرکوریوس ون‌هلمونت را روی او نشان می‌دهد. این متن برای اولین بار در سال ۱۶۹۰، با ترجمه لاتین، توسط ون‌هلمونت در آمستردام با عنوان «اصول فلسفه باستان و معاصر» منتشر شد. در سال ۱۶۹۲، ترجمه انگلیسی نیز چاپ شد که اصول دیدگاه مونیستیک کانوی در مورد جهان، که از یک جوهر آفریده شده‌است، توسعه می‌دهد. کانوی از ایده دکارتی که اجسام از ماده بی‌جان تشکیل شده‌اند، از مفهوم روح هنری مور در «پادزهر علیه الحاد»، و نظریه‌های دوگانه در مورد مسئله ذهن و جسم انتقاد می‌کند.